# アルバート (ザクセン＝コーブルク＝ゴータ公子)
アルバート・オブ・サクス＝コバーグ＝ゴータ公子（英語: Prince Albert of Saxe-Coburg-Gotha, 1819年8月26日 - 1861年12月14日）は、イギリス女王ヴィクトリアの夫。ザクセン＝コーブルク＝ゴータ公子で、ザクセン公（Herzog zu Sachsen）。ドイツ語名は、アルブレヒト・フォン・ザクセン＝コーブルク＝ゴータ（Albrecht von Sachsen-Coburg-Gotha）。
イギリス女王の夫（男性配偶者）として、議会から唯一公式に「プリンス・コンソート」（The Prince Consort）の称号を認められた人物である。

## 生涯

### 出自

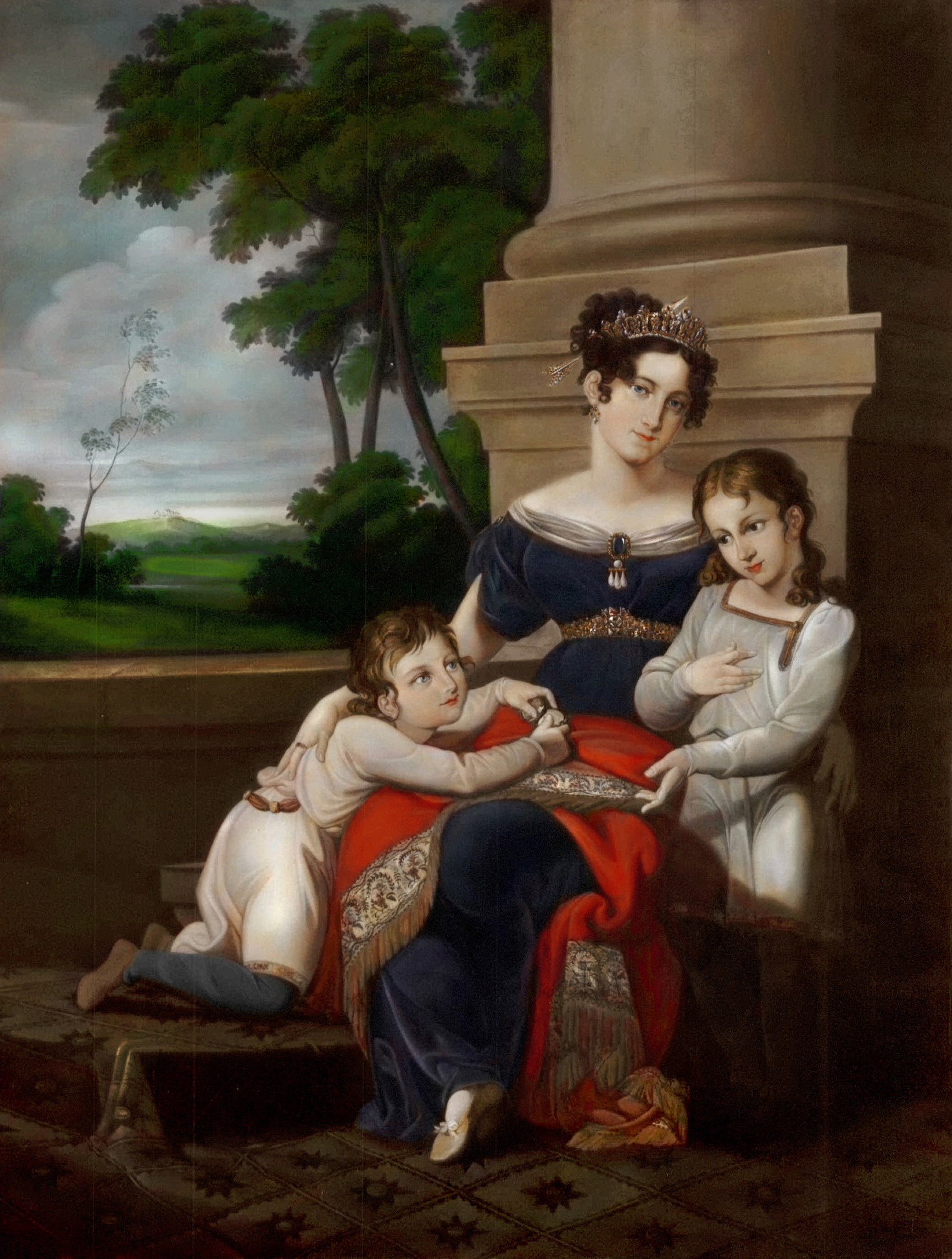
左からアルバート、母ルイーゼ、兄エルンスト

1819年8月26日、ザクセン＝コーブルク＝ザールフェルト公エルンスト（後のザクセン＝コーブルク＝ゴータ公エルンスト1世）の次男としてコーブルクに生まれる。母のルイーゼはザクセン＝ゴータ＝アルテンブルク公アウグストの娘、エルンスト1世の従妹にあたる。

### ヴィクトリア女王との結婚
ヴィクトリアとの結婚を積極的に推進したのは、双方の叔父に当たるベルギー初代国王レオポルド1世であった。1836年5月、アルブレヒトは家族とともにロンドンを訪問し、ケンジントン宮殿で叔母（父の妹）のヴィクトリア・オブ・サクス＝コバーグ＝ザールフィールドとケント公エドワード・オーガスタスの娘であるヴィクトリア王女と対面した。しかし、ヴィクトリアの伯父である当時の国王ウィリアム4世は、この縁組に賛成せず、ヴィクトリアの相手としてオランダ王ウィレム2世の息子であるオラニエ＝ナッサウ家のアレクサンダー王子を考えていた。一方、ヴィクトリアはレオポルド1世の計画を知っていたが、自身はアルブレヒトとの結婚を望んでいた。ヴィクトリアは、金髪に青い瞳をしたハンサムなアルブレヒトに一目惚れしたのである。ヴィクトリアがレオポルド1世に宛てて、アルブレヒトを紹介してくれた礼を述べる書簡が残っている。
1837年6月20日、ウィリアム4世国王の崩御に伴い、王位継承順位第1位であったヴィクトリアは18歳でイギリス女王（ハノーヴァー朝第6代君主）に即位した。1839年、アルブレヒトは兄エルンスト（後のエルンスト2世）とともに、再びロンドンを訪問した。この訪問の目的は二人の結婚にあった。同年10月に2人は正式に婚約し、翌1840年2月10日、セント・ジェームズ宮殿の王家礼拝堂（Chapel Royal）で結婚式を挙げた。

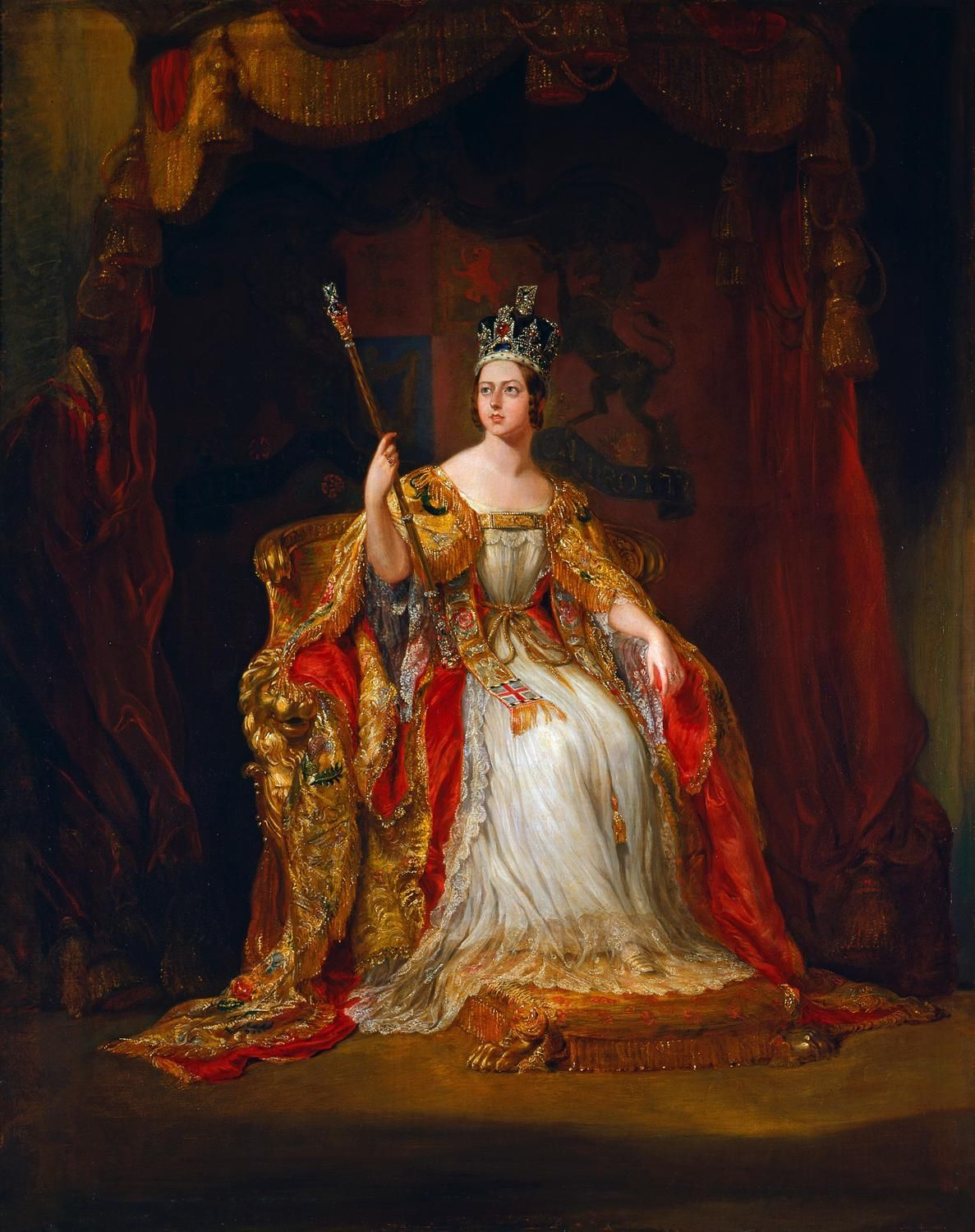
妻の女王 ヴィクトリア

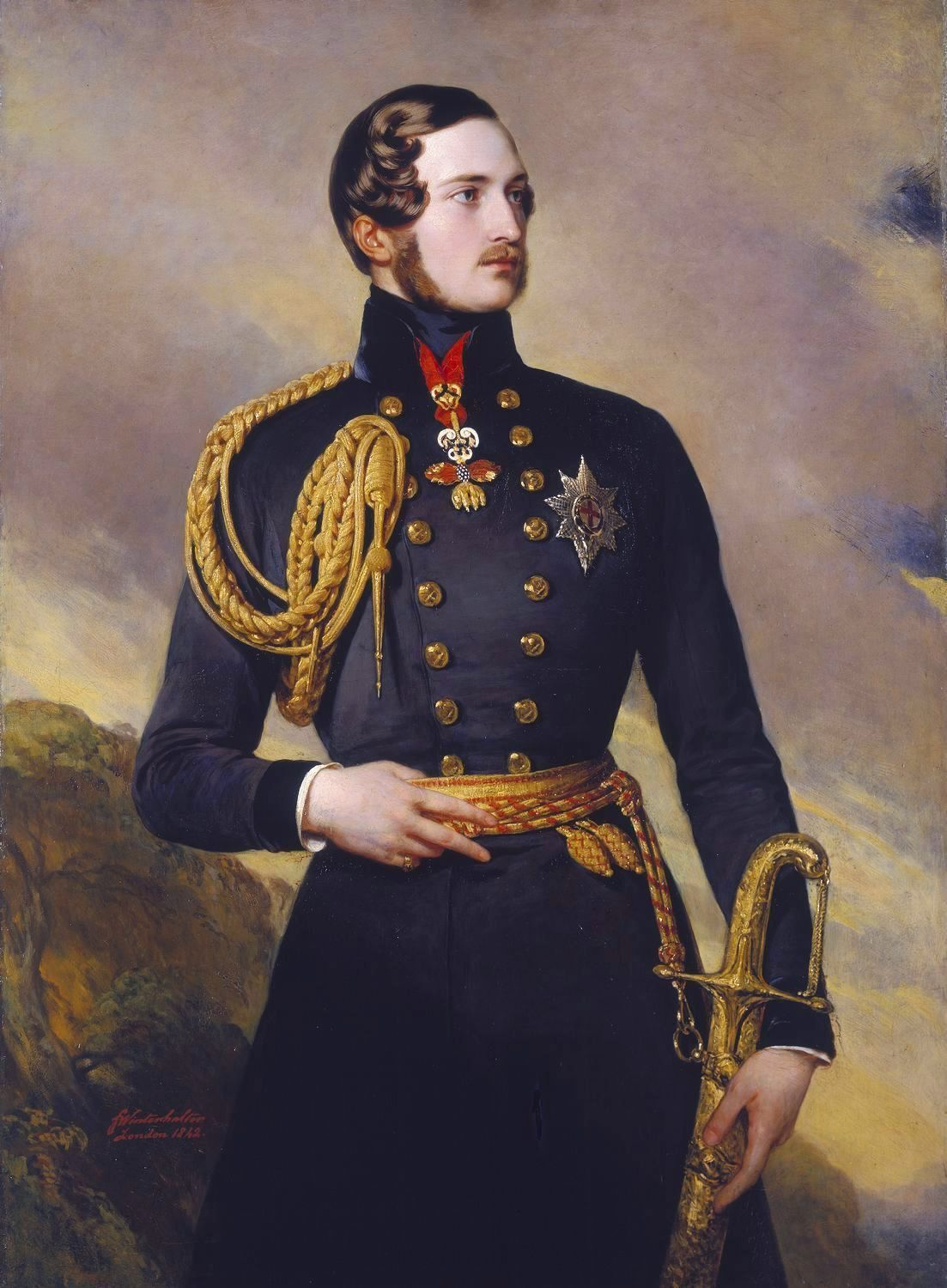
1842年のアルバート王配（フランツ・ヴィンターハルター 画）

当時王家がドイツ系の血筋であったことから、イギリス系の血を濃くするため、イギリス人の夫が望まれた。そのため、女王がドイツ系のアルブレヒトと結婚することは、イギリス国民からあまり歓迎されていなかったようである。アルバートは、出産と育児に追われる女王に代わり、公式行事の出席などもこなし、実質上は君主の役割を果たした。しかしイギリスでの公的地位は、結婚17年後に「王配殿下」（プリンス・コンソート）の地位が正式に与えられるまで、何一つ持っていなかった。

### 王室の改革

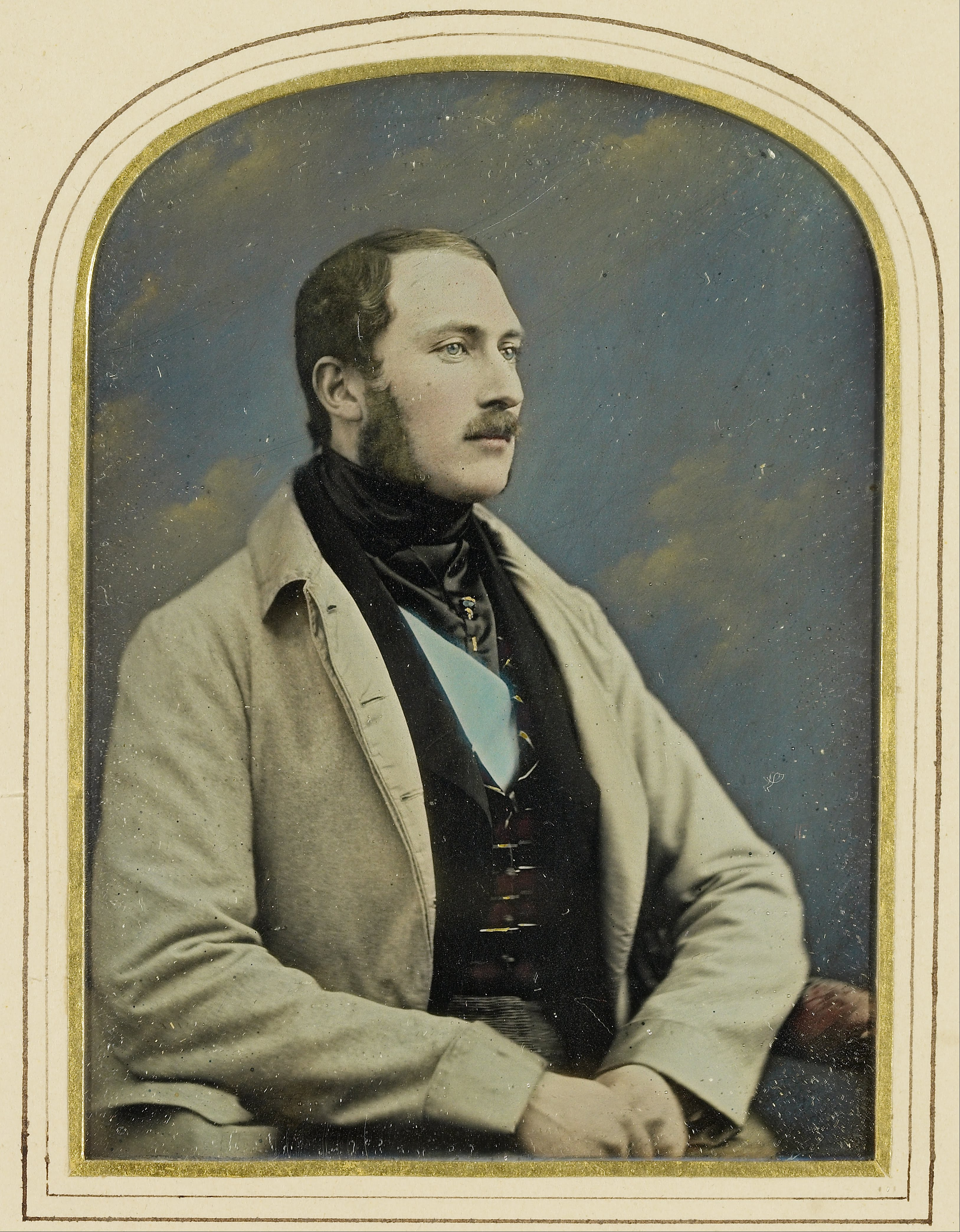
1848年の肖像写真、ウィリアム・エドワード・キルバーン撮影。

1841年にアルバートは、ヴィクトリアの教育係のルイーゼ・レーツェンの仕事ぶりに問題を感じたため、彼女の解任を考えるようになった。レーツェンは当時ヴィクトリアの秘書も務めており、王室の予算も諸々の人事権も握っていた。ヴィクトリアは母親同然に慕っているレーツェンの解任に猛反対したが、アルバートに説得されて、ついにレーツェンの解任に同意した。こうしてアルバートはようやく実権を握ったが、イギリス王室は大変な無秩序状態になっていた。その理由はレーツェンが他人の言いなりで、また年をとるにつれて全体への配慮が行き届かなくなっていたからだった。
当時のイギリス王室では、個々人が目先の利益ばかりを考え、好き勝手な振る舞いをしていた。例えばウィンザー城では、内側と外側の窓をそれぞれ別の部署が管理する、ということが平気で行なわれていた。さらに、この2つの部署は激しい縄張り争いを展開し、互いに相手の管轄へと踏み込んでいた。また、王族の人々が全員外出中のときでさえ、城ではたっぷりと食事を用意するのが習わしで、結局豪華な食事は召使達の胃袋に消えることとなった。さらに、ろうそくが使われていようがいまいが、全ての部屋のろうそくは毎日かかさず交換された。そして、18世紀後半、気前の良いジョージ3世が、赤の間と呼ばれる部屋に衛兵室を設け、当直中の衛兵にフランス産の赤ワインを毎日1本ずつふるまった、ということに端を発した｢赤の間のワイン代｣というものがあったが、ジョージ3世もこの世を去って既に久しく、衛兵室の存在もとうに人々から忘れ去られていたが、それでもワインだけは相変わらず大量に消費されていた。
アルバートは、このような数々の無駄遣いや、召使たちの無秩序ぶりを見て、いかにもドイツ人らしい徹底した方法で、王室全体を改革することにした。彼は職員の大半を入れ替え、王室の部署を大幅に削減した。そのため、改革前から勤めていた者も新しく入った者も、真剣に働かざるを得なくなった。当然、アルバートに彼らの憎悪や反発が向けられた。特に彼らの最大の不満は、職員が副業にしていた格好の収入源を、アルバートが潰してしまったことだった。彼らの多くは、王室の情報を新聞社に流して、いい収入を得ていた。しかし、アルバートが王室での出来事を掲載した公報を毎日発行するようになったため、これも不可能になった。また用具類に関しても、帳簿を付けさせてしっかり管理させた。
アルバートによるこうした数々の改革によって王室内部の混乱が一掃されたおかげで、王室費は全体として2万5,000ポンドもの節減になった。アルバートには優れた財政の才能があった。彼はこの他にもコーンウォール公領とランカスター公領からの収入を、わずか1年の間に大幅に増加させている。しかし、数々の成功にも関わらず、アルバートは「けちな男」や「金に細かい男」などと悪口を言われるようになってしまった。増えた分の収入は、田舎に別邸を建てるなど、アルバートによって有効に使われた。やがて彼はワイト島に広大な土地を購入し、オズボーン・ハウスを建て、毎年家族と過ごすようになった。

### 政治への関与

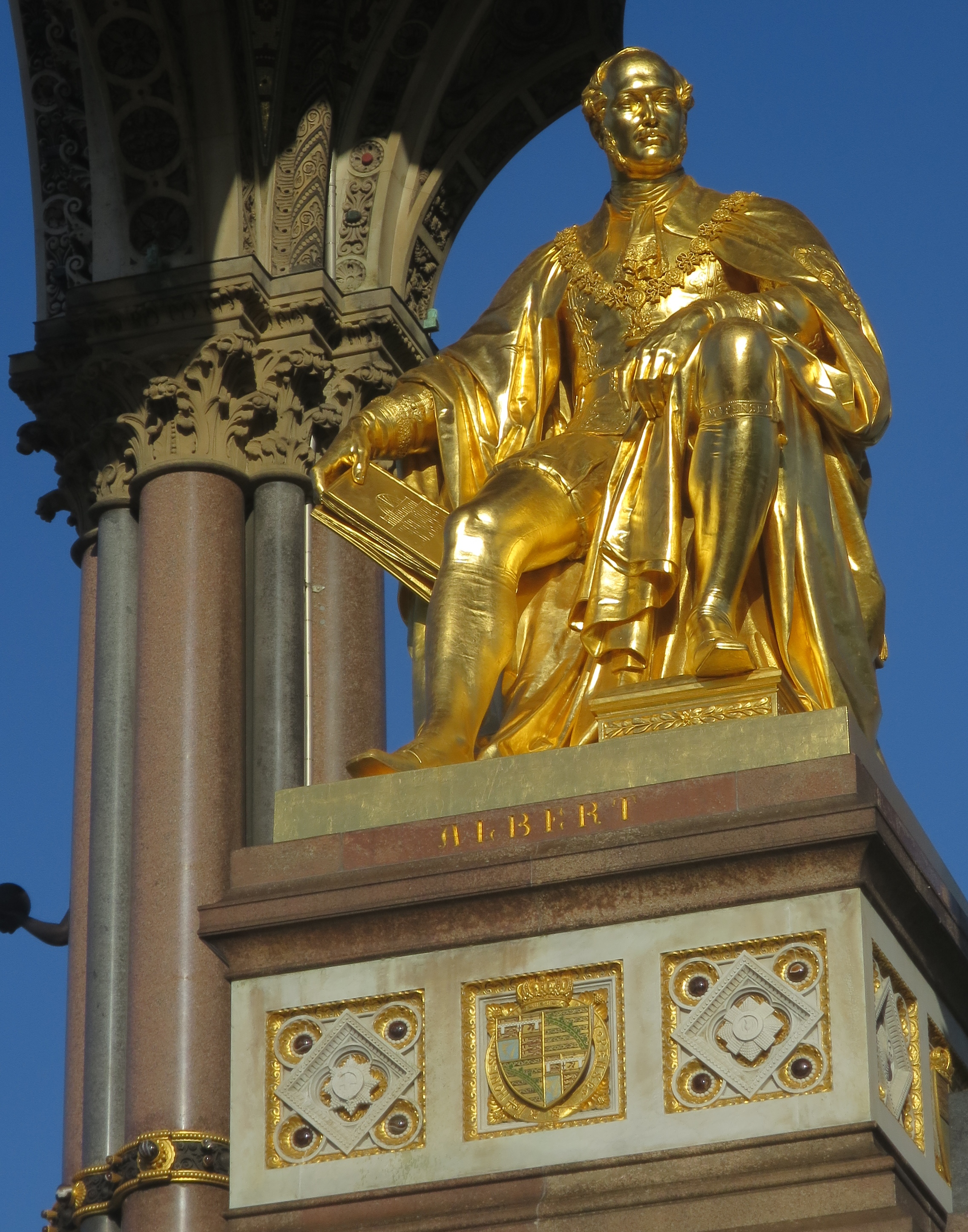
アルバート記念碑にあるアルバートの黄金像（:w:John Henry Foley 、 :w:Thomas Brock作）

アルバートは、1841年に長男のエドワードが誕生した前後から、枢密院のメンバーに加わり、ヴィクトリアの秘書や顧問を務めた。かつて首相を務めたメルバーン子爵は、早くからアルバートの非凡な才能を見抜き、ヴィクトリアに対し「アルバート公は実に頭の切れるお方です。どうかアルバート公のおっしゃることをよくお聞きなさいますように」と進言したという。1834年に首相になったロバート・ピールも、頭脳明晰なアルバートに接近し、微妙な問題が起きるとまず彼に意見を求めるようになった。ヴィクトリアには気まぐれで短気な所があったため、後回しにしたのだった。
アルバートは1851年にはロンドン万国博覧会を大成功させた。この万博の最大の呼び物は「クリスタル・パレス（水晶宮）」と名付けられた、鉄とガラスでできた宮殿だった。彼はこの万博開催においては中心になって準備を進めており、最大の出資者も彼だった。700万人がこの万博を訪れ、収益は経費の倍以上にのぼった。新聞各紙もこの万博の成果を絶賛し、アルバートがイギリス国民の人気を集めたのは、後にも先にもこの時だけだったという。
1843年6月2日、科学技術産業振興協会（王立技芸協会）会長に選出された。

### 晩年

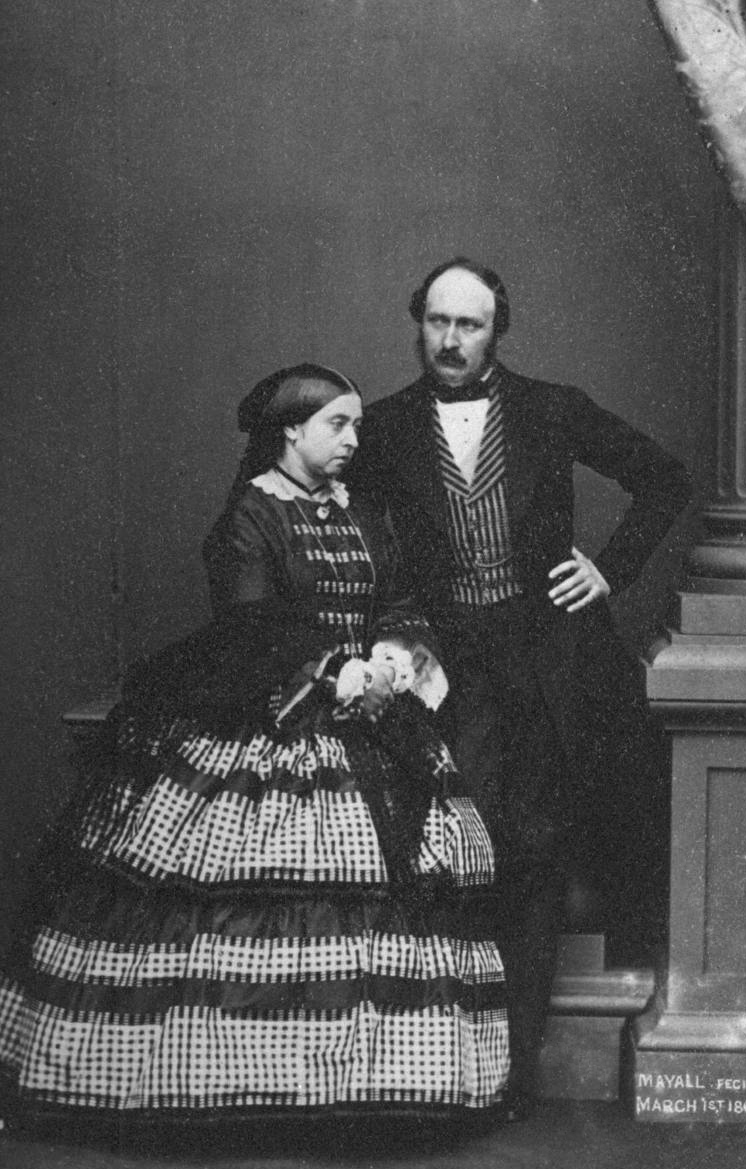
晩年のアルバートと女王（1861年）

1861年11月のある日、アルバートにとって衝撃的な事件が起きた。外国の大衆紙に、エドワードと女優のネリー・クリフデンとの交際が掲載されたのである。2人の仲を言いふらしたのも彼女だった。アルバートは病身にも関わらず、エドワードの居住するケンブリッジへと向かった。2人の間で何が話し合われたのかは明らかではない。
アルバートは結婚から21年後の1861年12月14日に腸チフスを患い薨去した、42歳没。しかし、持病の胃痛などの症状とアルバートの母親も30歳で癌に倒れていた事を見れば、彼はもともと胃癌であった可能性が高いと言われる。
ヴィクトリアは最愛の夫アルバートの死を深く嘆き悲しみ、彼の死後は二度と豪華な衣装を着ることなく、自身が崩御するまでの39年間を黒い喪服だけで過ごしたという。

## 家族
アルバートの父エルンスト1世は、根っからの女好きで、母のルイーゼを裏切り続けていた。そのため、ルイーゼ自身も傭兵隊長のアレクサンダー・フォン・ハンシュタインと浮気をするようになり、エルンストから離婚を言い渡された。これによりルイーゼは、自身の息子であるエルンスト2世とアルバートに会うことも禁じられた。こうした不幸な家庭環境により、アルバートは両親を反面教師として、とても誠実な夫となった。
アルバートとヴィクトリアの夫婦仲は非常に良く、多くの子供達に恵まれた。二人の間に誕生した9人の子女（4男5女）は下記の通り。
| 続柄                   | 子女 | 子女                                      | 生年月日       | 没年月日                    | 備考                                                                       |
| ---------------------- | ---- | ----------------------------------------- | -------------- | --------------------------- | -------------------------------------------------------------------------- |
| 第1王女 （第1子/長女） |      | ヴィクトリア （愛称：ヴィッキー）         | 1840年11月21日 | 1901年8月5日 （満60歳没）   | ドイツ皇帝フリードリヒ3世皇后 子女：4男4女（8人）                          |
| 第1王子 （第2子/長男） |      | アルバート・エドワード （愛称：バーティ） | 1841年11月9日  | 1910年5月6日 （満68歳没）   | サクス＝コバーグ＝ゴータ朝初代国王『エドワード7世』 子女：3男3女（6人）    |
| 第2王女 （第3子/次女） |      | アリス                                    | 1843年4月25日  | 1878年12月14日 （満35歳没） | ヘッセン大公ルートヴィヒ4世妃 子女：2男5女（7人）                          |
| 第2王子 （第4子/次男） |      | アルフレッド                              | 1844年8月6日   | 1900年7月30日 （満55歳没）  | ザクセン＝コーブルク＝ゴータ公、エディンバラ公爵 子女：1男4女（5人）       |
| 第3王女 （第5子/三女） |      | ヘレナ                                    | 1846年5月25日  | 1923年6月9日 （満77歳没）   | シュレースヴィヒ＝ホルシュタイン公子クリスティアン夫人 子女：4男2女（6人） |
| 第4王女 （第6子/四女） |      | ルイーズ                                  | 1848年3月18日  | 1939年12月3日 （満91歳没）  | アーガイル公爵ジョン・ダグラス・サザーランド・キャンベル夫人 子女：なし    |
| 第3王子 （第7子/三男） |      | アーサー                                  | 1850年5月1日   | 1942年1月16日 （満91歳没）  | コノート公爵 子女：1男2女（3人）                                           |
| 第4王子 （第8子/四男） |      | レオポルド                                | 1853年4月7日   | 1884年3月28日 （満30歳没）  | オールバニ公爵 子女：1男1女（2人）                                         |
| 第5王女 （第9子/五女） |      | ベアトリス                                | 1857年4月14日  | 1944年10月26日 （満87歳没） | バッテンベルク公子ハインリヒ・モーリッツ夫人 子女：3男1女（4人）           |

長女のヴィクトリア王女がアルバートによく似て、申し分のない優等生だったのに比べ、長男のアルバート・エドワード王太子（後の英国王エドワード7世）は大変な問題児であったため、アルバートはいつもこの息子のことに頭を悩ませていた。ただ、エドワードが問題児となったのは、アルバートの厳しいしつけも関係していたようである。エドワードは、自分の子供達には、自分が父にされたのと同じような厳しいしつけをしようとはしなかった。

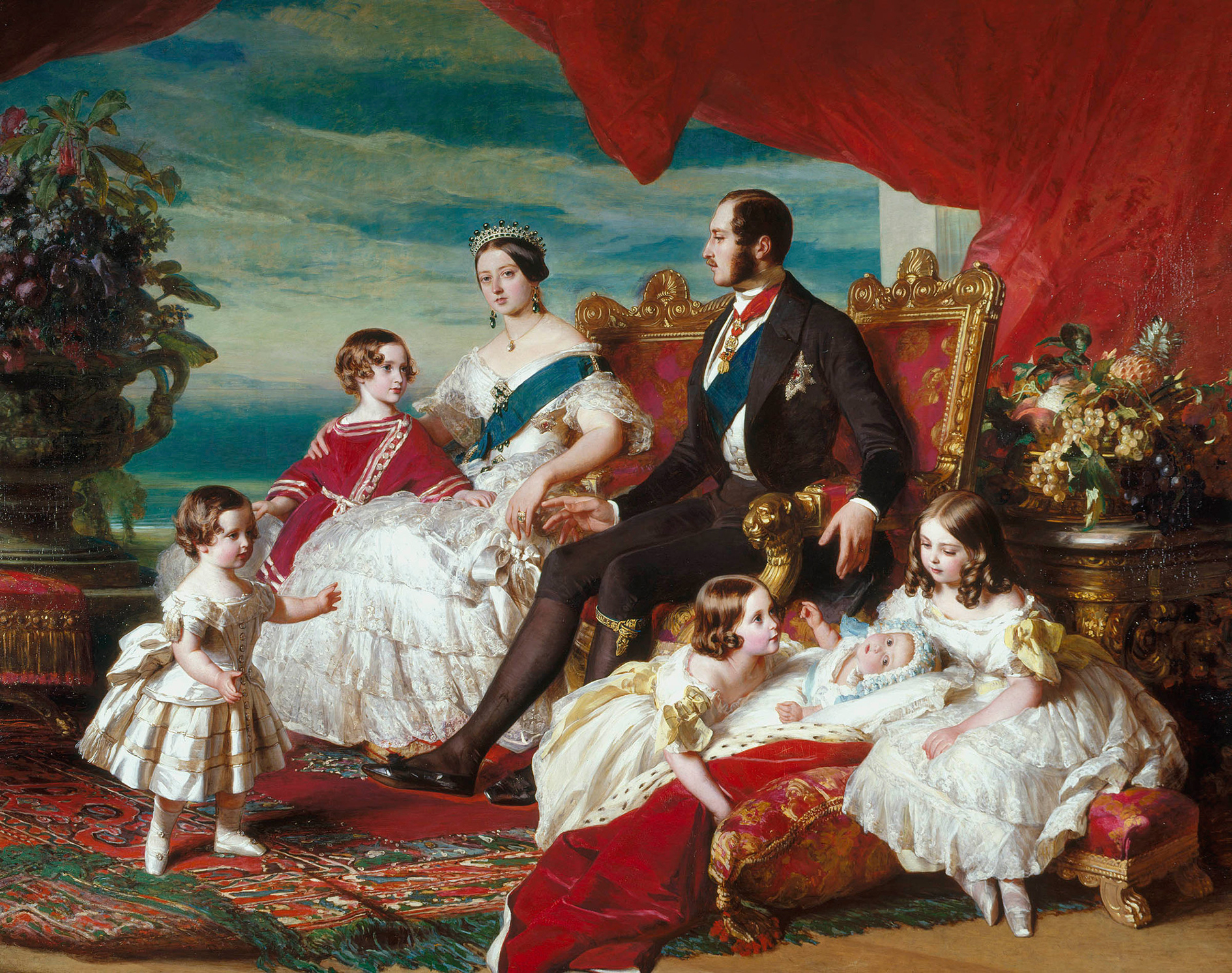
左から次男アルフレッド、長男エドワード、ヴィクトリア女王、アルバート、次女アリス、三女ヘレナ、長女ヴィクトリア（1846年、フランツ・ヴィンターハルター画）

## 称号と敬称

アルバートの紋章

- （公爵家の尊い）ザクセン公爵アルバート・オブ・ザクセン＝コーブルク＝ザールフェルト公子殿下（His Ducal Serene Highness Prince Albert of Saxe-Coburg-Saalfield, Duke of Saxony）:1819年8月26日 - 1826年11月12日
- （公爵家の尊い）ザクセン公爵アルバート・オブ・ザクセン＝コーブルク＝ゴータ公子殿下（His Ducal Serene Highness Prince Albert of Saxe-Coburg-Gotha, Duke of Saxony）:1826年11月12日 - 1840年2月6日
- （王家の）ザクセン公爵アルバート・オブ・ザクセン＝コーブルク＝ゴータ公子殿下（His Royal Highness Prince Albert of Saxe-Coburg-Gotha, Duke of Saxony）:1840年2月6日 - 1861年12月14日
- （王家の）王配殿下（His Royal Highness The Prince Consort）:1857年 6月29日 - 1861年 12月14日
  - 王配の称号は1840年2月から非公式に使用されていた。

## 外国から授与された勲章
妻のヴィクトリア女王は、イギリスの君主であり元首といえども女性であったために、最高位の勲章を授与されることはなかった。また、彼女も求めなかった（「ヴィクトリア (イギリス女王) #外国勲章」の項目参照）。
その代わりに、夫のアルバートが各国の最高位の勲章を受けている。
国名は五十音順。（）内の年代は授与された年。
- ヴュルテンベルク王国：王冠勲章（1843年）
- オーストリア帝国：聖シュテファン勲章（1843年）
- オランダ王国：オランダ獅子勲章（1842年）
- ザクセン王国：ルーの王冠勲章
- ザクセン＝ヴァイマル大公国：白隼勲章
- ザクセン＝コーブルク公国：ザクセン・エルネスティン家勲章（1838年）
- サルデーニャ王国：聖アヌンツィアータ勲章（1842/43年?）
- 両シチリア王国：聖フェルナンドおよび功労勲章（1846年）
- スウェーデン王国：セラフィム勲章（1856年）
- スペイン王国：金羊毛勲章（1841年）
- デンマーク王国：エレファント勲章（1843年）
- オスマン帝国：メディジ勲章（1856年）
- バーデン大公国：バーデン忠誠勲章、ツェーリンゲン獅子勲章
- バイエルン王国：聖フーベルトゥス勲章（1845年）
- ハノーファー王国：聖ゲオルグ勲章
- フランス王国：レジオンドヌール勲章（1843年）
- プロイセン王国：黒鷲勲章（1842年）、赤鷲勲章（1842年）
- ベルギー王国：レオポルド勲章（1839年）
- ポルトガル王国：キリスト・聖ディエーゴ・聖ベネディクト三重勲章（1857年）
- ロシア帝国：聖アンドレイ勲章（1843年）、聖アレクサンドル・ネフスキー勲章、聖アンナ勲章（1843年）、白鷲勲章（1843年）、聖スタニスラフ勲章（1843年）

## 関連項目

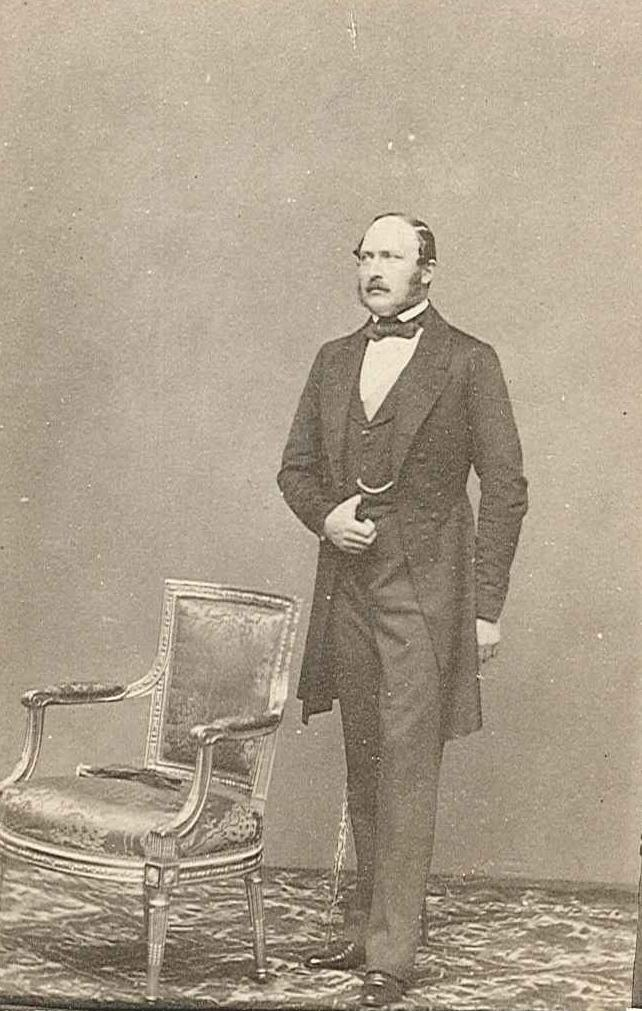
アルバート。フロックコートは「プリンス・アルバート・コート」とも呼ばれている。アルバート・チェーンが見える。